# Andreaea rupestris
Andreaea rupestris (Stein-Klaffmoos) ist eine Laubmoos-Art aus der Familie Andreaeaceae. Synonyme sind Andreaea petrophila Fürnr. oder Andreaea papillosa Lindb. Es ist eine vielgestaltige Art, die mit einer Reihe von Varietäten beschrieben wurde.

## Merkmale
Andreaea rupestris bildet kissenförmige, kleine bis mittelgroße, bräunlichgrüne oder braunrote bis schwärzliche Rasen mit etwa 1 bis 2 Zentimeter hohen Pflanzen. Die dicht stehenden Blätter haben keine Blattrippe, sie sind gewöhnlich bis einen Millimeter lang, eiförmig oder lanzettlich, kurz und stumpf gespitzt, oft etwas einseitswendig, trocken anliegend bis spreizend, feucht stark spreizend bis sparrig abstehend. 
Die Laminazellen haben stark verdickte Zellwände, sind getüpfelt und auf der Rückseite papillös. Im oberen Blattteil und an den Blatträndern weit herab sind sie etwa quadratisch, in der Blattmitte und an der Blattbasis kurz bis lang rechteckig.
Das Moos ist einhäusig. Sporenkapseln werden häufig gebildet, die Sporenreife erfolgt im Sommer. Die kugelige Kapsel öffnet sich mit vier breiten Längsrissen. Sporen sind oft ungleich entwickelt, größere grüne sind 26 bis mehr als 32 µm groß, kleinere geschrumpfte sind braun und etwa 20 bis 24 µm.

## Vorkommen
Andreaea rupestris wächst auf Silikatgestein in lichten bis halbschattigen und trockenen bis feuchten Lagen. In Mitteleuropa ist es besonders im Bergland bis ins Hochgebirge (bis in 3000 Meter Höhe) verbreitet, im norddeutschen Flachland ist es selten. Die weltweite Verbreitung umfasst neben Europa Asien, Amerika, Südafrika, Australien, Neuseeland und die Antarktis.